# Stazione di Castellino Tanaro
La stazione di Castellino Tanaro è stata una stazione ferroviaria posta sulla linea Bra-Ceva. Situata in Località Piantorre, 
nel territorio comunale di Castellino Tanaro, serviva il vicino centro abitato.

## Storia
La stazione venne attivata nel 1883.
Continuò il suo esercizio fino al 1994, anno in cui l'alluvione devastò la linea, portando alla chiusura della Bra-Ceva, sancendo così la fine definitiva del servizio. Da allora non fu più ripristinata né la stazione né la ferrovia ma, al contrario, nei primi anni duemila, è stata tolta la linea aerea e sono stati asportati completamente i binari.

## Strutture e impianti
La stazione era composta da un fabbricato viaggiatori, ora in stato di abbandono, un magazzino merci e da due binari.